# John Rodgers (marineofficier, Oorlog van 1812)

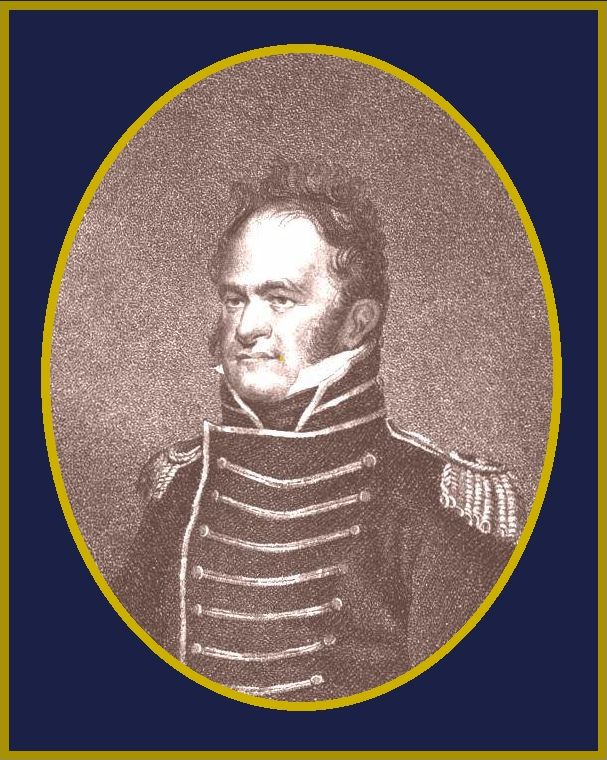
John Rodgers

Commodore John Rodgers (Havre de Grace, Maryland, 11 juli 1772 - Philadelphia, Pennsylvania, 1 augustus 1838) was een Amerikaans marineofficier die dienstdeed in de United States Navy vanaf haar ontstaan in de jaren 1790 jaren tot de late jaren 1830. Zijn actieve diensten waren vooral in de Quasi-Oorlog met Frankrijk en de Oorlog van 1812.

## Zijn levensloop
John Rodgers werd geboren nabij Havre de Grace in Maryland. Hij kwam bij de Amerikaanse marine als 2e luitenant, waar hij werd ingedeeld op 8 maart 1798 en dienstdeed op het fregat "USS Constellation". Hij hielp mede met het kapen en innemen van het Franse fregat "L' Insurgente" op 9 februari 1799 en nam het bevel over dit premieschip. Hij werd daarna bevorderd tot kapitein op 5 maart 1799 en drie maanden later nam Rodgers het bevel over de "USS Maryland". In maart 1801 bracht hij de Vertegenwoordigers van de Conventie van 1800 (Verdrag van Mortefontaine) over naar Frankrijk, welke hiermee de Quasi-Oorlog beëindigd werd tussen Frankrijk en de Verenigde Staten.
Het volgende jaar kreeg hij het bevel over de "USS John Adams" en zeilde ermee naar de Middellandse Zee voor de strijd en een aanval tegen de Barbarijse forten en kanonneerboten in Tripoli, met deelname in de Eerste Barbarijse Oorlog.
Zijn uitmuntende aantal gevechten tegen de piraten bracht hem de titel op van Commodore van het Mediterrane Eskader in mei 1805.
In 1806 keerde hij terug naar de Verenigde Staten voor het verkrijgen van een commando over het New York Flottielje. Na de Embargo Act van 1807 verkreeg Rodgers het bevel voor operaties langs de Atlantische Oostkust ter bewaking en verdediging.
In 1811 verkreeg hij het bevel als commodore op de "USS President" nabij Annapolis, Maryland, toen hij vernam dat een Amerikaans zeeman werd "geronseld" door een Brits fregat nabij Sandy Hook in New Jersey.
Commodore Rodgers kreeg het bevel op zee voor het "beschermen van de Amerikaanse handel", maar hij maakte persoonlijke instructies voor vergeldingsacties tegen de gedwongen onderwerping en "ronseling" door de Britse Marine, vanaf Amerikaanse handelsschepen en op de wal.  
Britse "ronselaars" haalden zeelui vanaf de Amerikaanse handelsschepen en uit de havenkroegen om gedwongen dienst te doen op hun schepen.
Dit was een wansmakelijk gevoel tegenover de Amerikaanse Marine waardoor de Oorlog van 1812 ontstond.
Op 16 mei 1811 zag hij een Britse zeilsloep, de "HMS Little Belt" en volgde deze. Na een inhaalmanoeuvre en de daaropvolgende tegenmanoeuvres, waardoor beide schepen hun verschillende breedzijden lieten zien, vuurden ze hun kanonnen aan beide zijden, tegen elkaar in. Vanuit elke breedzijde van hun schepen schoten ze met hun vuurmonden. Het Britse zeilsloep "HMS Little Belt" had niet veel kans om de strijd tegen het zwaardere Amerikaans fregat uit te houden en werd finaal in stukken geschoten. 
Op de zesde dag van de Oorlog van 1812 kwam Rodgers met zijn "USS President" nabij het Britse fregat "HMS Bevidera" gelaveerd en beschoot haar in een strijdsduur van 8 uren, vooraleer de Brit zwaar gehavend kon ontsnappen.
John Rodgers werd gewond tijdens deze vurige ontmoeting, toen Brits geweervuur hem verwondde. Rodgers commandeerde de "USS President" gedurende de gehele Oorlog van 1812 en nam tijdens die zeegevechten 23 prijzenschepen in beslag. Aan land betuigde commodore John Rodgers zijn grootse diensten tijdens de verdediging van Baltimore in Maryland, gedurende de Britse aanval op Fort McHenry.
In opvolging van de Oorlog van 1812 werd commodore John Rodgers leidinggevend commissievoorzitter van het "Board of Navy Commissioners" (Bestuurscommissie van de Marine) tot zijn opruststelling in mei 1837. Rodgers zat de Zaak-"Chesapeake-Leopard" voor als Voorzitter van het Marine Krijgstribunaal. Hier werd James Barron beschuldigd van nalatigheid in een ontmoeting met zijn schip, de "USS Chesapeake" met het Britse fregat "HMS Leopard", waardoor hij vijf jaar lang van zijn functie ontheven werd. Zijn latere rivaal, Stephen Decatur, was aanwezig tijdens het krijgstribunaal.
Commodore John Rodgers stierf in Philadelphia op 1 augustus 1838. Hij was net 66 jaar geworden...

## Invloed en nalatenschap
Commodore John Rodgers stichtte een Marine "dynastie" op dat resulteerde in verscheidene andere vooraanstaande marineofficieren. Zijn zoon, John Rodgers, jr. (1812-1882) diende in de Amerikaanse Burgeroorlog, en zijn achterachterkleinzoon John Rodgers (1881-1926) diende in de Eerste Wereldoorlog. 
Louisa, de dochter van commodore John Rodgers, was gehuwd met de Unie generaal Montgomery C. Meigs, hun zoon John Rodgers Meigs sneuvelde in de Amerikaanse Burgeroorlog in 1864. (Generaal Meigs was een achterkleinzoon van de Continental Legerkolonel J. Meigs, sr.)
Zes marineschepen werden naar hem vernoemd als eerbetoon; drie als USS John Rodgers en drie als USS Rodgers.

## Verdere lectuur
- London, Joshua E., Victory in Tripoli: How America's How America's War with the Barbary Pirates Established the U.S. Navy and Shaped a Nation, New Jersey: John Wiley & Sons, Inc., 2005. ISBN 0-471-44415-4.
- Schroeder, John H. Commodore John Rodgers: Paragon of the Early American Navy, Gainesville: University Press of Florida, 2006. ISBN 0-8130-2963-5.
- Dictionary of American Naval Fighting Ships Biography